# Fanny von Arnstein
La baronessa Franziska "Fanny" von Arnstein (Berlín, 29 de novembre de 1758 - Viena, 8 de juny de 1818), nascuda Vögele Itzig, va ser una salonnière vienesa. Mantingué durant tota la vida l'ambició de reconciliació entre jueus i cristians, entre Berlín i Viena. I la seva activitat com a amfitriona propicià l'acceptació creixent dels jueus a l'alta societat vienesa.

## Biografia
Fanny von Arnstein va néixer a Berlín, filla de Daniel Itzig, que seria el banquer de Frederic el Gran, i la seva dona Mirjam, de soltera Wulf. Així, doncs, era membre de l'extensa i influent família jueva Itzig i casa seva era un dels centres de la vida berlinesa. Rebé una educació acurada, arrelada en els ideals de la Il·lustració de Berlín.
Es va casar amb el banquer Nathan Adam von Arnstein, soci de la firma Arnstein and Eskeles; la seva germana Caecilie Itzig (Zipperche) estava casada amb l'altre soci, Bernhard von Eskeles. A Viena Fanny von Arnstein va advertir de seguida el menyspreu amb què es considerava els jueus i aviat va enyorar el Berlín il·lustrat. De tornada d'una estada a la seva ciutat en què havia freqüentat el saló d'Henriette Herz, es va decidir a portar les influències socials de Berlín, en especial el concepte de saló intel·lectual, a la Viena de Josep II.
La mansió de Fanny Arnstein a Viena i les seves viles a Schönbrunn i Baden bei Wien acolliren sopars i vetllades, reunions i concerts literaris en un ambient distès i festiu i esdevingueren el centre de la vida vienesa. Casa seva era freqüentada per literats i músics com el dramaturg August von Kotzebue, la novel·lista i assagista Madame de Staël, el poeta Friedrich von Schiller, el novel·lista Joseph von Sonnenfels, l'almirall Horatio Nelson, la seva amant la model i actriu Emma Hamilton, el compositor Johann Friedrich Reichardt, la família del jove filòsof Arthur Schopenhauer, la novel·lista, poeta i crítica literària Karoline Pichler o el poeta i sacerdot Zacharias Werner.
I també l'aristocràcia. El 24 de desembre de 1795 Fanny Arnstein esdevingué la causant indirecta de la mort del príncep Karl Joseph Emanuel de Liechtenstein, en batre's en duel amb un altre admirador d'Arnstein per acompanyar-la a l'òpera.
A partir de 1803 va fundar un segon saló a Hoher Markt, un saló de conversa, que esdevindria un centre artístic i polític molt dinàmic. Durant el Congrés de Viena, el saló Arnstein era freqüentat per diplomàtics d'arreu d'Europa i celebritats com Wellington, Talleyrand, Hardenberg, Rahel Varnhagen i el seu marit, els Schlegel, Justinus Kerner, Zacharias Werner, el primer ministre de Prússia Karl August von Hardenberg, el filòsof i erudit Wilhelm von Humboldt, el polític i diplomàtic prussià Friedrich August Staegemann, el cardenal Ercole Consalvi, l'estadsta Charles Maurice, duc de Talleyrand, o el músic Giacomo Meyerbeer.
Fanny Arnstein va ser una de les fundadores de la Gesellschaft der Musikfreunde (Societat d'Amics de la Música) i perquè ella mateixa era seguidora fervent de la música de Mozart i una música i pianista experta.
El 1812 va introduir a Viena un costum berlinès que hi arrelaria, tot i que era desconegut fins aleshores a Viena: l'arbre de Nadal, l'avet com a símbol nadalenc, en una versiò erudita, amb poemes que acompanyaven els regals.
Altres dones seguiren després les seves passes i crearen els seus salons, entre les quals la princesa Caterina Bagration, la princesa Guillermina, duquessa de Sagan, i la mateixa Karoline Pichler. També ho intentà la seva única filla, Henrietta, baronessa Pereira-Arnstein, música experta, amiga de Haydn, Beethoven i Ottilie von Goethe, i corresponsal habitual de la seva cosina, Lea Salomon, esposa d'Abraham Mendelssohn i mare de Felix i Fanny Mendelssohn.